# Свадьба (опера)
Свадьба (нем. die Hochzeit) — незавершенная опера Рихарда Вагнера. Создав во второй половине 1832 г. либретто в возрасте 19 лет, Рихард приступил к написанию музыки, однако вследствие негативной оценки сюжета своей сестрой Розали, оказывающей большое влияние на всю семью, отказался от идеи и сжег либретто.
На сегодняшний день известны три фрагмента из оперы (интродукция, хор и септет), открывавшие собой её первый акт.

## Сюжет
Речь идет о событиях, связанных с вынужденным политическим браком Ады и Ариндала. Накануне свадьбы, возлюбленный Ады, Кадольт, приходит к ней в надежде провести последнюю ночь с любимой. Предпочтя сохранить свою честь, Ада отвергает его ухаживания, однако, в процессе, толкает его с балкона и Кадольт умирает. Тоска по милому настолько велика, что на похоронах Кадольта она ложится рядом с возлюбленным и умирает.
Имена «Ада» и «Ариндал» Вагнер использует также в своей первой опере Феи.